# Judy Collins 3
| Оценки критиков               | Оценки критиков |
| Источник                      | Оценка          |
| ----------------------------- | --------------- |
| AllMusic                      | [ 1 ]           |
| Encyclopedia of Popular Music | [ 2 ]           |
| The Rolling Stone Album Guide | [ 3 ]           |

Judy Collins #3 (также просто #3 или 3) — третий студийный альбом американской певицы Джуди Коллинз, выпущенный в 1963 году на лейбле Elektra Records. Продюсерами альбомов выступили Марк Абрамсон и Джек Хольцман. Это был первый альбом певицы, попавший в чарты — он провёл десять недель в Billboard Top LPs, заняв 126 позицию.

## Список композиций
| №  | Название                  | Автор(ы)                       | Длительность |
| -- | ------------------------- | ------------------------------ | ------------ |
| 1. | «Anathea»                 | Лидия Вуд, Нил Рот             | 4:00         |
| 2. | «Bullgine Run»            | народная                       | 2:05         |
| 3. | «Farewell»                | Боб Дилан                      | 3:25         |
| 4. | «Hey Nelly Nelly»         | Джин Фрайдман, Шел Силверстайн | 2:46         |
| 5. | «Ten O’Clock All Is Well» | народная                       | 3:43         |
| 6. | «The Dove»                | Юэн Макколл                    | 2:12         |
| 7. | «Masters Of War»          | Боб Дилан                      | 3:21         |

| №  | Название                                              | Автор(ы)                       | Длительность |
| -- | ----------------------------------------------------- | ------------------------------ | ------------ |
| 1. | «In The Hills Of Shiloh»                              | Джин Фрайдман, Шел Силверстайн | 3:35         |
| 2. | «The Bells Of Rhymney»                                | Идрис Дейвис, Пит Сигер        | 4:04         |
| 3. | «Deportee / Plane Wreck At Los Gatos»                 | Вуди Гатри                     | 4:35         |
| 4. | «Settle Down»                                         | Майк Сеттл                     | 2:21         |
| 5. | «Come Away Melinda»                                   | Фред Хеллерман, Фрэн Минкофф   | 2:45         |
| 6. | «Turn! Turn! Turn! / To Everything There Is A Season» | Пит Сигер                      | 3:35         |

## Чарты
| Чарт (1963-64)      | Высшая позиция |
| ------------------- | -------------- |
| США (Billboard 200) | 126            |